# Le Royaume de Tulipatan
Pour plus de détails, voir Fiche technique et Distribution.
Le Royaume de Tulipatan ou Prince malgré lui (His Royal Slyness) est un film américain réalisé par Hal Roach, sorti en 1920.

## Fiche technique
- Titre original : His Royal Slyness
- Titre français : Le Royaume de Tulipatan
- Réalisation : Hal Roach
- Pays de production : États-Unis
- Format : Noir et blanc - 1,33:1 - Film muet
- Genre : comédie, court métrage
- Date de sortie : 1920

## Distribution
- Harold Lloyd : le garçon américain
- Mildred Davis : Princesse Florelle
- 'Snub' Pollard : Prince de Roquefort
- Gus Leonard : Roi Louis XIVII&
- Noah Young : Conte Nichola Throwe